# Robert S. Kaplan

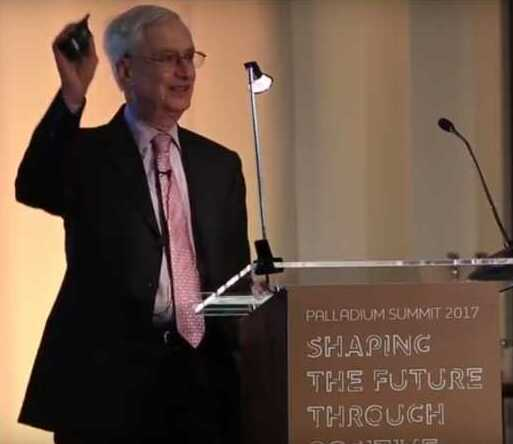

Robert S. Kaplan (ur. 1940) – amerykański ekonomista, jeden z najpopularniejszych autorytetów naukowych w zakresie zarządzania, emerytowany profesor w Harvard Business School, twórca lub współtwórca 120 artykułów (z czego 15 zostało opublikowanych w Harvard Business Review) i 12 książek, w latach dziewięćdziesiątych XX wieku wraz z Davidem P. Nortonem sporządził nowatorski system zarządzania.
W 2006 otrzymał tytuł doktora honoris causa Uniwersytetu Łódzkiego.